# Cesny-les-Sources
Cesny-les-Sources es una comuna francesa situada en el departamento de Calvados, en la región de Normandía. Tiene una población estimada, a inicios de 2022, de 1415 habitantes.

## Historia
La comuna nueva fue creada el 1 de enero de 2019 a partir de la unión de las comunas de Acqueville, Angoville, Cesny-Bois-Halbout, Placy y Tournebu, pasando a estar el ayuntamiento en la antigua comuna de Cesny-Bois-Halbout.